# Виллафранка-Сикула
Виллафранка-Сикула (итал. Villafranca Sicula, сиц. Villafranca) — коммуна в Италии, располагается в регионе Сицилия, подчиняется административному центру Агридженто.
Население составляет 1511 человек, плотность населения составляет 89 чел./км². Занимает площадь 17 км². Почтовый индекс — 92020. Телефонный код — 0925.
Покровителями коммуны почитаются Пресвятая Богородица (Maria SS. del Mirto), празднование 31 мая, и святой Евкарпий  (San Eucarpio). Праздник ежегодно празднуется 18 марта и 21 сентября.